# Руанда на Светском првенству у атлетици на отвореном 2011.
Руанда је учествовала на 13. Светском првенству у атлетици на отвореном 2011. одржаном у Тегуу, Јужна Кореја у периоду од 27. августа до 4. септембра 2011. тринаести пут, односно учествовала је на свим првенствима до данас. Репрезентацију Руанде су представљала два атлетичара (1 мушкарац и 1 жена) који су се такмичили у две дисциплине (1 мушка и 1 женска). , 
На овом првенству атлетичари Руанде нису освојили ниједну медаљу, нити је оборен неки од рекорда.

## Учесници
| Мушкарци: - Силваин Рукундо — 5.000 м | Жене: - Епифани Нирабараме — Маратон |

## Резултати

### Мушкарци
| Атлетичар       | Дисциплина | Лични рекорд | Квалификације | Квалификације | Полуфинале | Полуфинале | Финале               | Финале       | Детаљи |
| Атлетичар       | Дисциплина | Лични рекорд | Резултат      | Место         | Резултат   | Место      | Резултат             | Место        | Детаљи |
| --------------- | ---------- | ------------ | ------------- | ------------- | ---------- | ---------- | -------------------- | ------------ | ------ |
| Силваин Рукундо | 5.000 м    | 13:41,41     | 13:58,92      | 15. у гр. 2   |            |            | Није се квалификовао | 28 / 36 (41) |        |

### Жене
| Атлетичарка        | Дисциплина | Лични рекорд | Финале             | Финале             | Детаљи |
| Атлетичарка        | Дисциплина | Лични рекорд | Резултат           | Место              | Детаљи |
| ------------------ | ---------- | ------------ | ------------------ | ------------------ | ------ |
| Епифани Нирабараме | Маратон    | 2:33:59      | Није завршила трку | Није завршила трку |        |